# Utivarachna fabaria
Espèce
Utivarachna fabaria est une espèce d'araignées aranéomorphes de la famille des Trachelidae.

## Distribution
Cette espèce est endémique du Yunnan en Chine,. Elle se rencontre dans les xians de Lushui et de Tengchong.

## Description
Les mâles mesurent de 4,44 à 5,63 mm et les femelles de 4,80 à 5,53 mm.

## Publication originale
- Zhao & Peng, 2014 : Spiders of the genus Utivarachna from China (Araneae: Corinnidae). Zootaxa, no 3774(6), p. 578-588.